# Melinoides saeta
Melinoides saeta là một loài bướm đêm trong họ Geometridae.